# Granat d'itri d'alumini
El granat d'itri d'alumini (amb acrònim anglès YAG, Y₃Al₅O₁₂) és un material cristal·lí sintètic del grup del granat. És una fase cúbica d'òxid d'itri d'alumini, amb altres exemples YAlO ₃ (YAP) en forma hexagonal o ortorròmbica, semblant a la perovskita, i la monoclínica Y₄Al₂O9 (YAM).
A causa de la seva àmplia transparència òptica, baixa tensió interna, alta duresa, resistència química i calor, YAG s'utilitza per a una varietat d'òptiques. La seva manca de birrefringència (a diferència del safir) el converteix en un material interessant per a sistemes làser d'alta energia/alta potència. Els nivells de dany del làser de YAG van oscil·lar entre 1,1 i 2,2 kJ/cm² (1064 nm, 10ns).
YAG, com el granat i el safir, no té cap ús com a mitjà làser quan és pur. Tanmateix, després de ser dopat amb un ió adequat, el YAG s'utilitza habitualment com a material hoste en diversos làsers d'estat sòlid. Els elements de terres rares com el neodimi i l'erbi es poden dopar a YAG com a ions làser actius, produint làsers Nd:YAG i Er:YAG, respectivament. El YAG dopat amb ceri (Ce:YAG) s'utilitza com a fòsfor en tubs de raigs catòdics i díodes emissors de llum blanca, i com a centelleador.